# Naughton
Naughton – wieś w Anglii, w hrabstwie Suffolk, w dystrykcie Babergh, w civil parish Nedging-with-Naughton. W wieś znajduje się kościół. Naughton była parafia w jego własnym imieniu, ale został włączony do Nedging with Naughton w 1935 roku. W 1931 parish liczyła 98 mieszkańców. Znajduje się 15 km od Ipswich.